# Kung Fu Panda 4
Kung Fu Panda 4 (bra: Kung Fu Panda 4; prt: O Panda do Kung Fu 4) é um filme de animação de comédia de artes marciais produzido pela DreamWorks Animation e distribuído pela Universal Pictures. É a quarta parcela da franquia Kung Fu Panda e a sequência de Kung Fu Panda 3 (2016). O filme é dirigido por Mike Mitchell e co-dirigido por Stephanie Ma Stine, e estrela Jack Black, Dustin Hoffman, James Hong, Bryan Cranston e Ian McShane reprisando seus papéis dos filmes anteriores, com Awkwafina, Viola Davis e Ke Huy Quan se juntando ao elenco como novos personagens.
Os diretores Jennifer Yuh Nelson e Alessandro Carloni foram questionados sobre a possibilidade de um quarto filme do Kung Fu Panda antes do lançamento do terceiro filme em janeiro de 2016, com Nelson dizendo mais tarde em agosto de 2018 que estava aberta para um quarto filme. A DreamWorks anunciou oficialmente o quarto filme em agosto de 2022, com Mitchell, Ma Stine e Rebecca Huntley contratados como diretor, codiretora e produtora, respectivamente, em abril de 2023. A maior parte do elenco de voz principal foi anunciada em dezembro de 2023, após a escolha de Awkwafina em maio daquele ano. Lemke se juntou ao projeto em fevereiro de 2024 para revisar e ampliar o roteiro. O compositor Hans Zimmer, que havia composto os três filmes anteriores, as duas primeiras com John Powell e o terceiro sozinho, voltou como compositor ao lado do seu colaborador frequente Steve Mazzaro. Alguns ativos de produção adicionais foram emprestados da Jellyfish Pictures.
Kung Fu Panda 4 estreou no AMC 14 Theatre em The Grove em Los Angeles em 3 de março de 2024, e foi lançado nos cinemas nos Estados Unidos em 8 de março. O filme recebeu críticas positivas da crítica e arrecadou mais de 545 milhões de dólares.

## Enredo
Po está ajudando seus pais, o pai adotivo Sr. Ping e o pai biológico Li Shan, a abrir seu novo restaurante quando o Mestre Shifu diz a ele que ele deve avançar para se tornar o líder espiritual do Vale da Paz, o que significa que ele não será o Dragão Guerreiro, e deve encontrar um candidato adequado para ser seu sucessor. Enquanto Po luta para escolher candidatos, ele pega uma ladra chamada Zhen tentando roubar armas antigas e a manda para a prisão, mas descobre por algumas cabras que Tai Lung retornou. Ele logo descobre por Zhen que o retorno de Tai Lung foi mascarado pela Camaleoa, uma feiticeira poderosa que pode se transformar em qualquer animal que desejar. Embora inicialmente relutante em deixar Zhen ajudá-lo, mas querendo embarcar em uma última aventura como o Dragão Guerreiro, Po segue para a Juniper City com Zhen enquanto o Sr. Ping e Li, aterrorizados com o que pode acontecer com seu filho, os seguem.
Na cidade de Juniper City, eles são presos, mas fogem para o Covil dos Ladrões. Lá, Zhen se reúne com Han, que permite que eles fiquem na toca, mas quer que eles saiam no dia seguinte. Logo, Po e Zhen vão ao covil da Camaleoa para derrubá-la. No entanto, é revelado que a Camaleoa acolheu Zhen como seu aprendiz quando ela era criança e ela tem trabalhado para ela desde então, traindo a confiança de Po ao dar o cajado de Po que tem o poder de preencher a lacuna através do Reino Espiritual, para colocar em prática seu plano. Ele consegue escapar, mas quando pede a Zhen que devolva seu cajado, ela revela ser a Camaleoa disfarçada, que o manda de um penhasco. Usando o cajado, a Camaleoa cria uma porta espiritual para convocar todos os mestres de artes marciais para roubar seu kung fu, incluindo Tai Lung, Lord Shen e Kai. Zhen, percebendo o erro que cometeu, decide deixar a Camaleoa para sempre.
Enquanto isso, Po conversa com seus pais e diz que tem medo de mudanças. Ping diz ao panda que, assim como ele, inicialmente teve medo de mudanças, mas não seria pai se as coisas não mudassem, e incentiva Po a deter a Camaleoa. Po se reúne com Zhen, que tenta detê-lo, levando a um duelo entre eles. Percebendo que ela não pode fazê-lo mudar de ideia, ela se despede dele antes que Po vá enfrentar a Camaleoa.
Zhen consegue convencer o Covil dos Ladrões a ajudá-la a resgatar Po. Enquanto isso, Tai Lung descobre que Po perdeu o Cajado da Sabedoria, fazendo com que ele perdesse mais fé nele. Po tenta lutar contra a Camaleoa para recuperar seu cajado, mas fica sobrecarregado e antes que ela possa desferir o golpe final, Zhen intervém. A Camaleoa se transforma em um híbrido de diversas criaturas e os três lutam. Zhen cai nos escombros, enquanto a Camaleoa se transforma em Po para lutar contra ele e o prende em uma gaiola.
Colocando sua confiança em Zhen, Po dá a ela o Cajado da Sabedoria, com o qual ela invoca um dragão majestoso, fazendo a Camaleoa bater na parede. Não aceitando a derrota facilmente, a Camaleoa tenta matar Po novamente, mas Po usa o cajado para derrotá-la e é capaz de devolver todo o kung fu roubado aos seus donos. Percebendo que estava errado sobre Po, Tai Lung demonstra seu respeito e o reconhece como o Dragão Guerreiro. Po abre uma porta espiritual e envia todos os mestres de volta ao Reino Espiritual, com Tai Lung levando a Camaleoa com ele.
De volta ao Vale da Paz, Zhen está pronto para retornar à prisão, mas Po decide escolhê-la como sua sucessora, para grande aborrecimento de Shifu. Confiante em sua escolha, Po, com a ajuda dos Cinco Furiosos e de um relutante Shifu, começa a treiná-la para se tornar o próximo Dragão Guerreiro.

## Elenco
- Jack Black como Po, um panda-gigante que está prestes a se tornar um líder espiritual após renunciar ao seu título de Dragão Guerreiro.[8]
- Awkwafina como Zhen, uma raposa-das-estepes que é uma ladra e acompanha Po em sua jornada.[8]
- Viola Davis como A Camaleoa, uma malvada feiticeira camaleônica que pode copiar o kung fu de outros absorvendo suas habilidades.[8]
- Dustin Hoffman como Mestre Shifu, um panda-vermelho e sábio mestre de Po.[8]
- James Hong como Sr. Ping, um ganso chinês e pai adotivo de Po.[8]
- Bryan Cranston como Li Shan, um panda-gigante e pai biológico de Po.[8]
- Ian McShane como Tai Lung, um leopardo-das-neves que era filho adotivo e ex-discípulo de Shifu até que ele se voltou para o mal. Ele foi derrotado por Po no primeiro filme, mas é trazido de volta do reino espiritual pela Camaleoa.[8]
- Ke Huy Quan como Han, um pangolim-malaio que é líder de um covil de ladrões.[8]
- Lori Tan Chinn como Vovó Javali, um javali que pode tirar suas presas e usá-las como armas.[9]
- Ronny Chieng como Capitão Peixe, um capitão de barco pesqueiro que vive na boca de um pelicano.[9]

Na montagem de treinamento durante os créditos finais do filme, os Cinco Furiosos aparecem "em silêncio", exceto Louva-a-Deus, enquanto Seth Rogen o expressa brevemente em meio a gritos. Tanto o Lord Shen quanto o General Kai aparecem no filme, embora não tenham diálogo. O YouTuber Jimmy "MrBeast" Donaldson faz uma participação especial como Panda Pig, um porco pintado em preto e branco que é um dos candidatos ao próximo Dragão Guerreiro.

## Produção

### Desenvolvimento
Em 3 de dezembro de 2010, o então CEO da DreamWorks Animation, Jeffrey Katzenberg, disse que havia a possibilidade de a série ter mais três sequências depois de Kung Fu Panda 3, trazendo-a para uma série de seis filmes. Em 13 de janeiro de 2016, a Collider perguntou aos cineastas de Kung Fu Panda 3 sobre a possibilidade de um quarto filme. A codiretora Jennifer Yuh Nelson afirmou: "É uma de cada vez. Queremos fazer desta uma joia perfeita e então veremos o que acontece depois disso". O codiretor Alessandro Carloni disse: "Com as sequências, não queremos tentar que pareçam abertas. Queremos que pareça uma jornada completa, e sentimos que este filme parece. E então, se uma história fantástica se apresentar, ótimo". Em 2 de agosto de 2018, quando questionada sobre a possibilidade de Kung Fu Panda 4, Nelson respondeu que sempre viu a série como uma trilogia, mas estava aberta para um quarto episódio desde que a franquia focasse em Po.
Em agosto de 2022, a DreamWorks Animation confirmou que Kung Fu Panda 4 estava em produção. No CinemaCon de abril de 2023, mais detalhes do filme foram revelados, como a premissa descrita por Jack Black. Também foi anunciado que Mike Mitchell iria dirigir o filme, com Stephanie Ma Stine co-dirigindo e Rebecca Huntley produzindo. Mitchell foi consultor criativo no primeiro filme e produtor executivo no terceiro.

### Roteiro
Em dezembro de 2023, foi relatado que Jonathan Aibel e Glenn Berger voltaram para escrever o roteiro. Em fevereiro de 2024, foi revelado que Darren Lemke co-escreveu o roteiro. Mitchell descreveu Kung Fu Panda 4 como uma carta de amor ao primeiro filme. Apesar de suas conexões com entradas anteriores da série de filmes, ele queria que a história fosse independente. Ao produzir o terceiro filme, Mitchell sentiu que o desenvolvimento do personagem de Po desde o primeiro filme estava terminando devido a finalmente se tornar o Dragão Guerreiro, então ele se perguntou e se outra sequência tirasse "tudo isso", levando os cineastas a encontrar alguns "realmente ótimos temas pesados" que consideraram importantes para o mundo moderno. Além disso, ele queria evoluir o personagem de Po, introduzir novos personagens e expandir o mundo da franquia. Ele descreveu Po como tendo uma visão do mundo em preto e branco e queria combiná-lo com um personagem moralmente mais cinzento, Zhen. Mitchell também queria um personagem com o qual Po pudesse ficar frustrado, como Shifu fica frustrado com ele.
Para a Camaleoa, Mitchell procurou torná-la um tipo de vilã mais inteligente do que forte. Ele continuou dizendo que ela é a inimiga mais inteligente e sobrenatural que Po já enfrentou. Ele descreveu a Camaleoa como um espelho de Po, no sentido de que ambos os personagens foram subestimados pela sociedade por seus corpos, mas ganharam status elevado. Ele disse: "Então Po se tornou o maior herói e agora a Camaleoa é a maior vilã." Mitchell sentiu que uma das coisas pelas quais a franquia Kung Fu Panda se destaca, além do Po, são seus vilões, então ele se certificou de que a Camaleoa pudesse ser tão formidável quanto Tai Lung, Lord Shen e Kai, o Colecionador, daí seu raciocínio para trazer especificamente o primeiro de volta à história desta sequência.

### Escolha do elenco
Em maio de 2023, foi relatado que Awkwafina havia se juntado ao elenco de voz do filme. Em dezembro de 2023, foi anunciado que Ke Huy Quan e Viola Davis se juntariam ao elenco, sendo que esta última interpretaria o vilão do filme, A Camaleoa. Lori Tan Chinn e Ronny Chieng também foram anunciados como novos membros do elenco, com Ian McShane, Bryan Cranston, James Hong e Dustin Hoffman reprisando seus papéis dos filmes anteriores.

### Animação e design
De acordo com Mitchell, as cenas de luta do filme refletem avanços tanto na tecnologia quanto no kung fu, e tiveram mais influência do anime do que os filmes anteriores da série. Dublês de filmes da Marvel juntaram-se à produção para dar aos animadores movimentos para estudar e usar na coreografia. Embora a maior parte da animação do filme tenha sido fornecida pela DWA Glendale, Jellyfish Pictures, que anteriormente trabalhou com a DreamWorks em How to Train Your Dragon: Homecoming, Spirit Untamed, The Boss Baby: Family Business e The Bad Guys cuidou da produção de ativos adicionais serviços usando softwares proprietários como Premo e Moonray.
Será um dos dois últimos filmes feitos inteiramente pela DreamWorks Animation internamente em seu campus em Glendale, ao lado de The Wild Robot. O Cartoon Brew relatou em outubro de 2023 que a DreamWorks estava deixando de produzir filmes internamente para depender mais fortemente de estúdios externos após 2024, como parte de uma demissão do diretor de operações Randy Lake em uma série de reuniões no mês anterior. De acordo com o relatório, a Sony Pictures Imageworks foi nomeada como o serviço de animação de Dog Man da DreamWorks e dois outros filmes não anunciados programados para 2025.

### Música
Em dezembro de 2023, Hans Zimmer e Steve Mazzaro, o primeiro dos quais também compôs para os três primeiros filmes, foram anunciados para compor a trilha sonora do filme. Um cover de "...Baby One More Time" de Britney Spears, feito por Tenacious D, é apresentado nos créditos finais. O álbum foi lançado em 8 de março de 2024, simultaneamente ao lançamento do filme, pela Back Lot Music. Este álbum também incluiu o single "Attention" de Omah Lay (com participação de Justin Bieber).

## Marketing
Po voltou ao Macy's Thanksgiving Day Parade em novembro de 2023 como promoção do filme. O trailer do filme, junto com um pôster, foi lançado em 13 de dezembro de 2023. O trailer foi visto mais de 142 milhões de vezes nas primeiras 24 horas em todas as redes sociais, tornando-se o trailer mais visto de um filme de animação da Universal, ultrapassando Super Mario Bros. O Filme, Minions: The Rise of Gru, Sing 2 e Puss in Boots: The Last Wish.

## Lançamento

### Cinema
Kung Fu Panda 4 estreou no AMC 14 Theatre no The Grove em Los Angeles em 3 de março de 2024, e foi lançado nos Estados Unidos em 8 de março, com horários de exibição um dia antes. O filme foi exibido na Escola de Artes da Universidade de Columbia em 1 de março de 2024.

### Mídia doméstica
Como parte do acordo da Universal com a Netflix, o filme será transmitido no Peacock durante os primeiros quatro meses da janela de televisão paga, depois passará para a Netflix pelos próximos dez e depois retornará ao Peacock pelos quatro restantes.

## Recepção

### Bilheteria
Até 31 de março de 2024, Kung Fu Panda 4 arrecadou 151,8 milhões de dólares nos Estados Unidos e Canadá e 195,5 milhões de dólares em outros territórios, totalizando cerca de 347,3 milhões de dólares mundialmente.
Nos Estados Unidos e Canadá, Kung Fu Panda 4 foi lançado junto com Imaginary e Cabrini, e está projetado para arrecadar 45–50 milhões de dólares em mais de 3 900 cinemas em seu fim de semana de estreia. O filme arrecadou 19,4 milhões de dólares em seu primeiro dia, incluindo 3,8 milhões de dólares nas prévias de quinta à noite. No total, o filme arrecadou cerca de 58 milhões de dólares durante seu fim de semana de estreia.

### Críticas
No site agregador de resenhas Rotten Tomatoes, 72% das 151 resenhas dos críticos são positivas, com uma classificação média de 5,9/10. O consenso do site diz: "Kung Fu Panda 4 oferece entretenimento atraente o suficiente para sustentar os jovens fãs da franquia, embora esteja começando a parecer que esta série está perdendo força." O Metacritic, que usa uma média ponderada, atribuiu ao filme uma pontuação de 54 em 100, com base em 33 críticos, indicando críticas "mistas ou médias". O público pesquisado pelo CinemaScore deu ao filme uma nota média de "A–" em uma escala de A+ a F (a mesma do primeiro filme), enquanto os entrevistados pelo PostTrak deram uma pontuação geral positiva de 80%, com 59% afirmando que o recomendariam.
Frank Scheck do The Hollywood Reporter escreveu: "Com seus novos cenários e personagens, incluindo o vencedor do Oscar Ke Huy Quan como um pangolim líder de um covil de ladrões e Ronnie Chieng como um peixe que vive na boca de um pelicano, Kung Fu Panda 4 visa claramente revigorar a franquia. Mas é realmente mais do mesmo, o que não é uma coisa tão ruim quando você considera que a série arrecadou cerca de 1,8 bilhão de dólares até agora (e isso sem incluir os projetos spin-off, incluindo várias séries de televisão e vídeos jogos). Seu apelo ainda reside em grande parte na performance vocal hilária de Black, que não perdeu nada de seu charme." Wilson Chapman, do IndieWire, deu ao filme um B- e escreveu: "Black pode, neste ponto, desempenhar esse papel com muita facilidade devido a ter feito a mesma coisa muitas vezes antes, mas ele ainda dá tudo de si em sua quarta tentativa, e seu timing cômico perfeito e seriedade adorável tornam a jornada fácil de fazer. " Para o The New York Times, Claire Shaffer elogiou a arte do filme, direção e química de Black e Awkwafina; no geral, ela sentiu que "é um filme divertido de Kung Fu Panda, mesmo que falte um pouco do entusiasmo dos anteriores".
Owen Gleiberman, da Variety, comparou desfavoravelmente o filme com seus antecessores, escrevendo: "Mesmo depois de 16 anos de Po, você quer ouvir a voz de Jack Black carregada com aquela exuberância juvenil e tortuosa, em vez da aura mais velha e sábia que ele exala aqui. Você também gostaria que o filme tivesse piadas melhores. Mitchell, co-diretor com Stephanie Stine, não encena as lutas de ação com a liberdade surreal que a animação torna possível. Po segue os movimentos, mas me desculpe, o pontapé acabou. " Da mesma forma, Odie Henderson, do The Boston Globe, expressou desapontamento com a vilã e as sequências de ação do filme, concluindo: "Gostei das três primeiras aventuras do Dragão Guerreiro, mas a melhor coisa que ele pode fazer agora é dar a esta série um skadoosh muito necessário, enviando-a para descansar no reino espiritual cinematográfico." Christy Lemire, em sua crítica para RogerEbert.com, escreveu que o Kung Fu Panda 4 "luta para justificar sua existência. Falta-lhe a arte delicada e a inteligência calorosa de seus antecessores. O senso sutil de espiritualidade já se foi há muito tempo; em seu lugar estão frenéticas sequências de ação."